# Einen jener klassischen
Einen jener klassischen ist ein Gedicht von Rolf Dieter Brinkmann und wurde 1975 im Gedichtband Westwärts 1&2 veröffentlicht. Es gilt heute als eines der populärsten Beispiele für die Lyrik der siebziger Jahre.

## Inhalt
Das Gedicht berichtet von einem alltäglichen Wunder in den Randgebieten der Großstadt Köln. Brinkmann erschafft dazu die Impression einer abendlichen („kurz nach Laden/Schluß“), einsamen Szenerie, die durch das Geöffnetwerden einer Türe zu einer Wirtschaft, aus der noch Musik zu hören ist, unterbrochen wird.
Es lässt sich eine Unterteilung in drei aufeinanderfolgende Abschnitte vornehmen: Im ersten beschreibt Brinkmann die Umstände und den Anlass für das Gedicht. Die verstaubte Trostlosigkeit eines Kölner Spätsommerabends wird überraschend von einem „klassischen // schwarzen“, einem bitter lebensfreudigen Tango durchbrochen. Der zweite Abschnitt zeigt den Versuch, dieses zeitlich auf einen Augenblick begrenzte „Wunder“ literarisch zu fassen. Brinkmann streckt die subjektiv wahrgenommene Zeit durch das Bild des Atemholens und durch Wiederholung des Indikators „für einen Moment“. Der letzte und entscheidende Teil ist der Akt des Niederschreibens und Festhaltens des Augenblicks durch den beobachtenden Zeugen, der das Glückserlebnis schnell in Worte fassen musste, bevor es „in der verfluchten // dunstigen Abgestorbenheit Kölns wieder erlosch“.

## Form und Sprache
Wie üblich in poetischen Texten der Popliteratur wird hier auf eine feste Metrik verzichtet, trotzdem lassen sich einige strukturelle Auffälligkeiten herausarbeiten. So verwendet Brinkmann exzessiv Vers- und Strophenenjambements, die dem Gedicht eine sehr spezielle Dynamik und den einzelnen Versanfängen eine aussagekräftige Betonung („schwarzen“, „dunklen“, „Überraschung“, „Aufatmen“ etc.) verleihen. Leserhythmus und Versaufbau verlaufen infolgedessen sehr widersprüchlich, so dass ein Spannungseffekt erzeugt wird. Die insgesamt unregelmäßige, spontane Form unterstreicht den überraschenden Charakter des im Gedicht beschriebenen Augenblickes.

## Deutung
Gemäß Hermann Korte wird das Phänomen Wahrnehmung in Brinkmanns Gedicht doppelschichtig betrachtet. In einem ersten Anlauf bedeutet Wahrnehmung hier einfach nur Reflexion eines musikalischen Reizes, was als Reaktion „für einen Moment eine / Überraschung“ provoziert. In diesem ersten Sinne nimmt das lyrische Ich also Musik wahr und befasst sich mit ihrem Effekt. In der sechsten oder siebten Strophe führt Brinkmann dann einen Autor ein, der das Geschehene schnell aufschreiben will, und schafft so eine weitere Betrachtung der Wahrnehmung. Sie ist nunmehr nicht nur Reflexion, sondern Muse und Anlass zu poetischer Arbeit. So nimmt das lyrische Ich in einem zweiten Sinne die eigene Wahrnehmung wahr und fasst diese in Poesie; es ist die Reflexion der Reflexion. Daraus lässt sich schließlich folgern, dass sich der Protagonist des Gedichtes selbstreflexiv mit Wahrnehmung, Reaktion und Verarbeitung auseinandersetzt.